# Berkozivka, Kaniv
Berkozivka (în ucraineană Беркозівка) este localitatea de reședință a comunei Berkozivka din raionul Kaniv, regiunea Cerkasî, Ucraina.

## Demografie
Componența lingvistică a localității Berkozivka
     Ucraineană (97,63%)
     Rusă (1,38%)
     Alte limbi (0,59%)
Conform recensământului din 2001, majoritatea populației localității Berkozivka era vorbitoare de ucraineană (97,63%), existând în minoritate și vorbitori de rusă (1,38%).